# Kecskés Karina
Kecskés Karina (Budapest, 1976. február 12. –) magyar színésznő.

## Életpályája
Szülei: Kecskés László és Horváth Ibolya. 1993-1994 között Földessy Margit színiiskolájában tanult. A Színház- és Filmművészeti Főiskola diákja volt 1994–1998 között, ahol Zsámbéki Gábor tanítványa volt. 1998-tól tíz éven át az Új Színház tagja volt.

## Magánélete
Három gyermek édesanyja.

## Színházi szerepei
A Színházi Adattárban regisztrált bemutatóinak száma: 47.
- Dürrenmatt: A csendestárs....Ann
- Hauptmann: A patkányok....Paulina Piperkarcka
- Rózewicz: Csapda....
- Marivaux: Véletlen és szerelem játéka....Lisette
- Feydeau: Hagyjál békén!....Viviane
- Arthur Miller: Pillantás a hídról....Cathrine
- Szigligeti Ede: Liliomfi....Mariska
- Herczeg Ferenc: Majomszínház....Móri
- Ödön von Horváth: Mesél a bécsi erdő....Marianne
- Hrabal: Gyöngéd barbárok....Menyasszony
- Bertolt Brecht: Baal....
- Feydeau: Zsákbamacska....
- Carlo Goldoni: Chioggiai csetepaté....Orsetta
- Csehov: Cseresznyéskert....Dunyása
- William Shakespeare: Othello....Bianca
- Bertolt Brecht: Egy nagyváros dzsungelében....Jane Larry
- Csiky Gergely: Ingyenélők....Irén
- Halász Péter: Gyerekünk....
- Ramuz: A katona története....Királylány
- Büchner: Leonce és Léna....Léna
- Szomory Dezső: Hermelin....Malatinszky Manci
- Jevgenyij Svarc: A király meztelen....Királylány
- Tóth Ede: A falunk rossza....Bátki Tercsi
- Melis László: A csoda alkonya avagy egy tündökletes torzszülött kalandos élete három felvonásban....Fabienne
- Osztrovszkij: Jövedelemző állás....Julinyka
- Zalán Tibor: Angyalok a tetőn....Piroska
- Strindberg: Csak bűnök és bűnök....Henriette
- Frayn: Még egyszer hátulról....Vicki (Brooke)
- William Shakespeare: Szentivánéji álom....Helena
- Csehov: Három nővér....Natalja Ivanovna
- Szép Ernő: Vőlegény....Pendzsi
- Gozzi: Turandot....Zanni
- De Angelis: Színházi besták....Mrs. Farley
- Harold Pinter: A kollekció....Stella
- Vörös István: Kőválasz....
- Büchner: Bábok....Léna
- Slobodzianek-Tomaszuk: Borsógörgető....
- Szép Ernő: Fiúk, lányok....
- Nádai Péter: Magányos cédrus....Zsuzsa
- Fellini-Flaiano-Pinelli: Cabiria éjszakái....Cabiria

## Filmjei
| - Presszó (1998) - Kalózok (1999) - Rosszfiúk (1999) - A Morel fiú (1999) - Üvegtigris (2001) - Libiomfi (2003) - Ólomidő (2005) - Üvegtigris 2. (2006) - Noé bárkája (2006) - Casting minden (2008) - Budapest (2009) | - Rizikó (1993) - A fiú naplójából (1997) - Téli világ (1998) - A cenzor (1999) - Valaki kopog (2000) - A tigriscsíkos kutya (2001) - Kisváros (2001) - Örök tavaly (2001) - A titkos háború (2002) - Hotel Szekszárdi (2002) - Korhatáros szerelem (2018) - Tóth János (2018) - Ízig-vérig (2019) - A mi kis falunk (2019) - Mintaapák (2020) - Keresztanyu (2022) |

## Szinkronszerepei
- Csillagkapu: Cap. Samantha "Sam" Carter - Amanda Tapping
- Jelek: Tracey Abernathy, a gyógyszerész - Merritt Wever
- Karácsonyi kívánság: Renee - Naomi Watts
- María Isabel: Lucrecia Fontaner - Lorena Herrera